# (728767) 2010 RF64
2010 RF64, também escrito como 2010 RF64, é um objeto transnetuniano que está localizado no Cinturão de Kuiper, uma região do Sistema Solar. Ele possui uma magnitude absoluta de 5,0 e tem um diâmetro estimado de cerca de 440 km. O astrônomo Mike Brown lista este corpo celeste em sua página na internet como um candidato a possível planeta anão.

## Descoberta
2010 RF64 foi descoberto no dia 9 de setembro de 2010 pelos astrônomos D. L. Rabinowitz, M. Schwamb e S. Tourtellotte.

## Órbita
A órbita de 2010 RF64 tem uma excentricidade de 0,170 e possui um semieixo maior de 42,818 UA. O seu periélio leva o mesmo a uma distância de 35,519 UA em relação ao Sol e seu afélio a 50,117 UA.